# لیمبو (فیلم ۲۰۱۰)
«لیمبو» (انگلیسی: Limbo (2010 film)) یک فیلم است که در سال ۲۰۱۰ منتشر شد. از بازیگران آن می‌توان به برایان بران اشاره کرد.